# کنتارو کای
کنتارو کای (انگلیسی: Kentaro Kai؛ زادهٔ ۱ نوامبر ۱۹۹۴) بازیکن فوتبال اهل ژاپن است.